# PPIL1
PPIL1 (англ. Peptidylprolyl isomerase like 1) – білок, який кодується однойменним геном, розташованим у людей на короткому плечі 6-ї хромосоми. Довжина поліпептидного ланцюга білка становить 166 амінокислот, а молекулярна маса — 18 237.
| 10         |  | 20         |  | 30         |  | 40         |  | 50         |
| ---------- |  | ---------- |  | ---------- |  | ---------- |  | ---------- |
| MAAIPPDSWQ |  | PPNVYLETSM |  | GIIVLELYWK |  | HAPKTCKNFA |  | ELARRGYYNG |
| TKFHRIIKDF |  | MIQGGDPTGT |  | GRGGASIYGK |  | QFEDELHPDL |  | KFTGAGILAM |
| ANAGPDTNGS |  | QFFVTLAPTQ |  | WLDGKHTIFG |  | RVCQGIGMVN |  | RVGMVETNSQ |
| DRPVDDVKII |  | KAYPSG     |  |            |  |            |  |            |

A: Аланін

C: Цистеїн

D: Аспарагінова кислота

E: Глутамінова кислота

F: Фенілаланін

G: Гліцин

H: Гістидин

I: Ізолейцин

K: Лізин

L: Лейцин

M: Метіонін

N: Аспарагін

P: Пролін

Q: Глутамін

R: Аргінін

S: Серин

T: Треонін

V: Валін

W: Триптофан

Кодований геном білок за функціями належить до ізомераз, ротамаз, фосфопротеїнів. 
Задіяний у таких біологічних процесах, як процесинг мРНК, сплайсинг мРНК. 